# Babni Vrt
Babni Vrt (Duits: Babendorf) is een plaats in Slovenië en maakt deel uit van de gemeente Kranj in de NUTS-3-regio Gorenjska. De plaats telde 44 inwoners op 1 januari 2020.